# Cremastobaeus annulipes
Cremastobaeus annulipes är en stekelart som beskrevs av William Harris Ashmead 1896. Cremastobaeus annulipes ingår i släktet Cremastobaeus och familjen Scelionidae. Inga underarter finns listade i Catalogue of Life.